# Kachi-kachi Yama

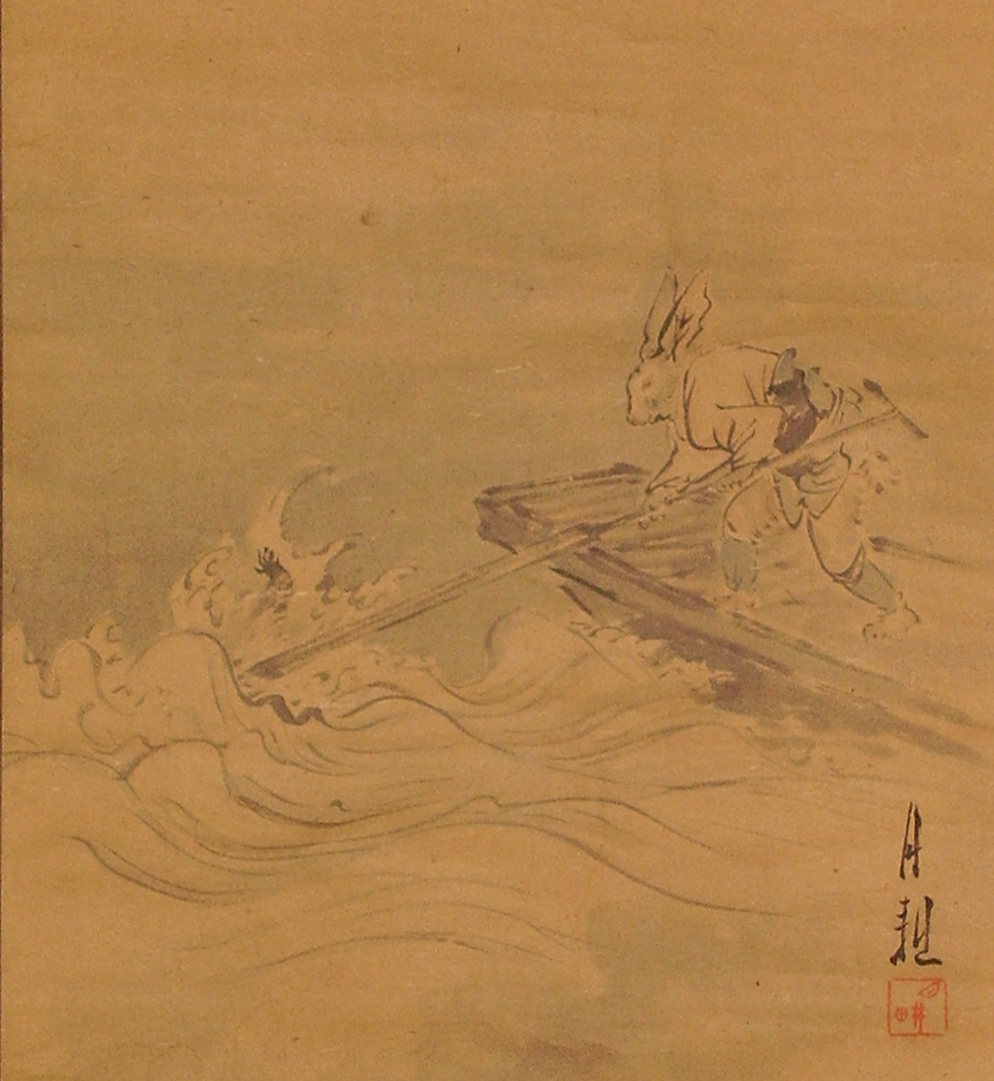
El triunfo del conejo y el destino del Tanuki -- la escena climax de Kachi-kachi Yama, en la cual el conejo golpea al hundido tanuki con un remo y le revela su vendetta; detalle de una pintura japonesa de circa años 1890-1900

Kachi-Kachi Yama (en japonés: かちかち山, kachi-kachi es una onomatopeya del sonido que hace el fuego y yama significa "montaña". Por tanto Kachi-Kachi Yama se traduce aproximadamente como "Montaña chasqueante"), es uno de los pocos cuentos japoneses en el cual un tanuki es el villano, en lugar de un escandaloso, y bien dotado alcohólico.

## Historia

### El problemáticotanuki
Un hombre captura a un problemático tanuki en sus campos, y lo ata a un árbol para matarlo y cocinarlo más tarde. Cuando el hombre se fue al pueblo, el tanuki lloró y rogó a la esposa del hombre, la cual estaba haciendo mochi, que lo libere, prometiéndole que la ayudaría. La esposa liberó al animal solo para que esté la traicione y la mate. El tanuki entonces planeó un sucio truco.
Usando sus habilidades de cambiante, el tanuki se disfrazó como la esposa y empezó a cocinar una sopa usando la carne de la mujer. Cuando el hombre regresó a casa, el tanuki le sirvió su sopa. Luego de la comida el tanuki revirtió a su forma original y le reveló su traición antes de correr y dejar al pobre hombre sorprendido y con dolor.

### La entrada del conejo
La pareja había entablado amistad con un conejo que vivía cerca. El conejo se aproximó al hombre y le dijo que vengaría la muerte de su esposa. Pretendiendo hacerse amigo del tanuki, el conejo en su lugar lo torturó de muchas maneras, desde soltar un nido de abejas sobre él, hasta tratar sus picaduras con pimientos picantes.
El título de la historia viene del especialmente doloroso truco que empleó el conejo. Mientras el tanuki estaba llevando una pesada carga de yesca a su espalda para hacer una fogata en la noche, tenía aun tanto ardor debido al anterior tratamiento con pimientos administrado por el conejo que no se dio cuenta inmediatamente cuando el conejo prendió fuego a la yesca. Pronto, el chasqueante sonido alcanzó sus orejas y le preguntó al conejo qué era. "Es la montaña kachi kachi" el conejo respondió. "No estamos lejos de ella ¡así que no es una sorpresa que la puedas escuchar!". El fuego alcanzó la espalda del tanuki, quemándolo severamente pero sin matarlo.

### Bote de barro
El tanuki retó al conejo a una competición a vida o muerte para probar cual era la mejor criatura. Debían construir un bote y hacer una carrera a través del lago. El conejo hizo un bote de un árbol caído, pero el tonto tanuki hizo el bote de barro.
Los dos competidores estaban empatando al principio, pero el bote de barro del Tanuki comenzó a disolverse en medio del lago. Como el Tanuki estaba fallando en su lucha por mantenerse a flote el conejo proclamó su amistad con la pareja humana y que este era su castigo por sus horribles actos.

## Cultura moderna
El monte Kachi Kachi y su teleférico se refiere a esta historia y tiene estatuas ilustrando porciones de la historia.
La estación de línea de trenes Tanuki en Japón usa el eslogan "Nuestros trenes no están hechos de barro".
En el videojuego Super Mario Sunshine, en el nivel "Noki Bay", Mario encuentra a un personaje al que se hace referencia como "Tanooki" que le ofrece viajes gratis en botes de barro.